# 20286 Мічта
20286 Мічта (20286 Michta) — астероїд головного поясу, відкритий 20 березня 1998 року.
Тіссеранів параметр щодо Юпітера — 3,541.